# Owen Lewis
Owen Lewis (nom italià: Ludovico Audoeno; nom llatí: Audœnus Ludovisi; Llangadwaladr, illa d'Anglesey, 15 de desembre de 1533 - Roma, 14 d'octubre de 1595) fou un religiós, bisbe i diplomàtic gal·lès.;
De 1580 a 1584 va residir a Milà, probablement com a administrador o vicari, al costat de Carles Borromeo.
Va ser consagrat bisbe de Cassano all'Ionio el 14 de febrer de 1588 pel cardenal Nicolas de Pellevé. El 1591 fou nomenat també nunci apostòlic a Suïssa.
Va morir a Roma el 14 d'octubre de 1594 i va ser enterrat a la capella del Venerable Col·legi d'Anglès. El 1595, el teòleg Thomas Stapleton li va dedicar el seu Promptumium Catholicum.